# 尼尔·奥图尔
尼尔·奥图尔（英語：Niall O'Toole，1970年3月26日—），爱尔兰男子赛艇运动员。他曾代表爱尔兰参加世界赛艇锦标赛，获得一枚金牌和一枚银牌。他也曾参加1992年、1996年和2004年夏季奥运会。